# Thomasin von Zirclaere

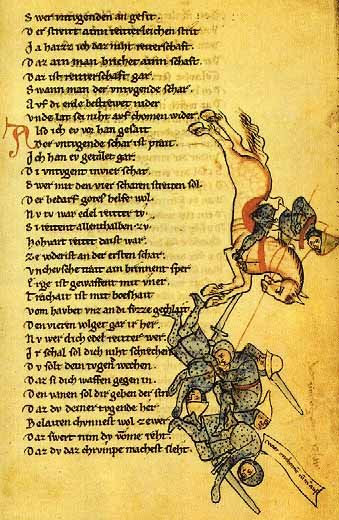
Página de Der wälsche Gast, manuscrito de Heidelberg, mediados del siglo XII

Thomasin von Zirclaere (también llamado Thomasîn von Zerclaere o Tommasino Di Cerclaria, c. 1186 – c. 1235) fue un poeta lírico italiano en alto alemán medio. El poema épico Der Wälsche Gast (original: Der welhische gast, "El desconocido romance") es el único trabajo que se preserva. 

## Biografía
Los ancestros de Thomasin son desconocidos. La dinastía noble Cerclaria de Cividale del Friuli estaba entre los ministeriales de Patria del Friuli (Patriarcato de Aquileia), un Estado Imperial eclesiástico en Italia. Desde aproximadamente 1206, fue un canónigo del capítulo catedralicio bajo la tutela del Patriarca Wolfger von Erla, ex Obispo de Passau, quien ya había sido el mecenas de Walther von der Vogelweide y Albrecht von Johansdorf.
En el poema wälsch/welsch (walhaz), Thomasin se disculpa por cualquier error lingüístico existente aludiendo a que su lengua materna era la italiana  (o friulano). El texto tiene aproximadamente 14 750 líneas y está escrito en alto alemán medio con distintos elementos bávaros. Según el mismo Thomasin señala, le tomó diez meses escribirlo en 1215-1216. El poema se volvió excepcionalmente popular y fue reproducido por 24 manuscritos ilustrados medievales. Además, aparentemente las ilustraciones en miniatura también fueron concebidas por él mismo.
El texto —destinado a la enseñanza de jóvenes nobles sobre cortesía, amor cortés (minne) y caballerosidad— está basado en trabajos escolásticos contemporáneos sobre ética, filosofía y artes liberales. La adopción del alto alemán medio (bávaro) por un hablante no nativo es una fuente contemporánea valiosa para investigadores lingüísticos.